# Kulistein

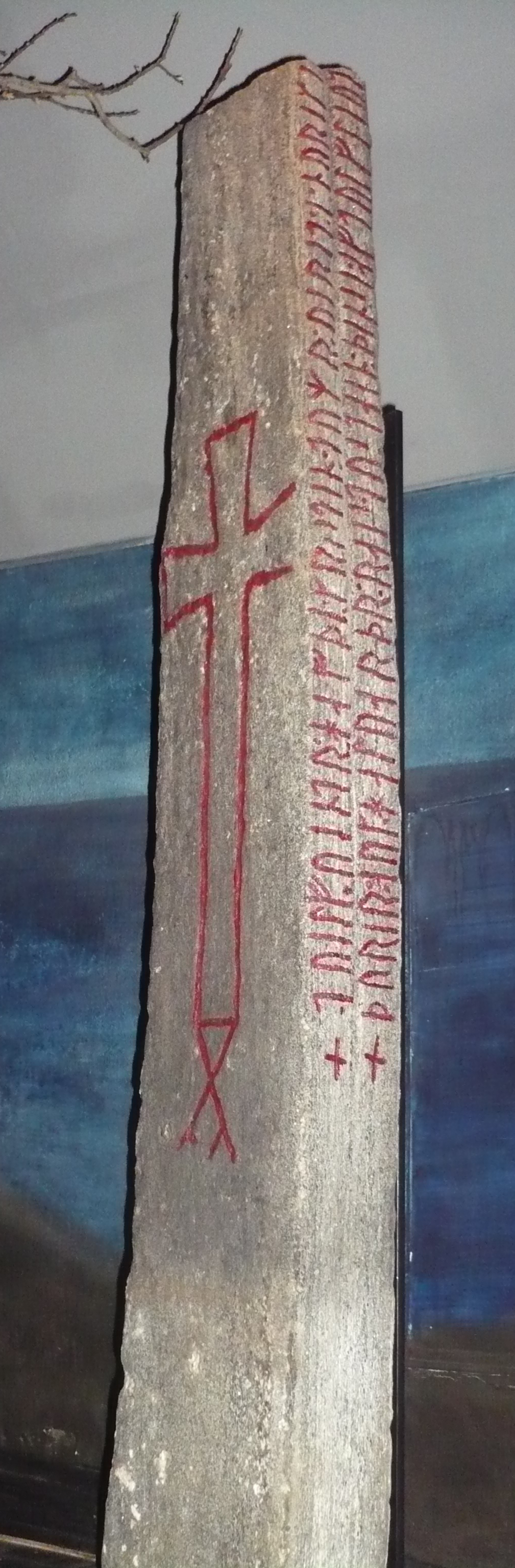
Kulistein

Der Kulistein (N 449) ist ein auf der Insel Kuli (auch als Kuloy, Kulöy, Kulio, Kulioy, Kuliøy, Kuliøya, Kulo, Kulö bekannt) in der Gemeinde Smøla im Fylke Møre og Romsdal in Norwegen gefundener Runenstein.
Auf der flachen Frontseite ist nur ein Kreuz eingeritzt. Die schmale Seite trägt eine zweizeilige Inschrift. Der obere Teil des Steins ist abgeschlagen und vermutlich fehlt ein Teil der nicht in Bändern gefassten Schrift, die besagt, dass der Stein von Tore, Hallvard und Ulf Raude (der Rote?) aufgestellt wurde und dass „das Christentum zwölf Winter in Norwegen hatte.“ 

## Hintergrund

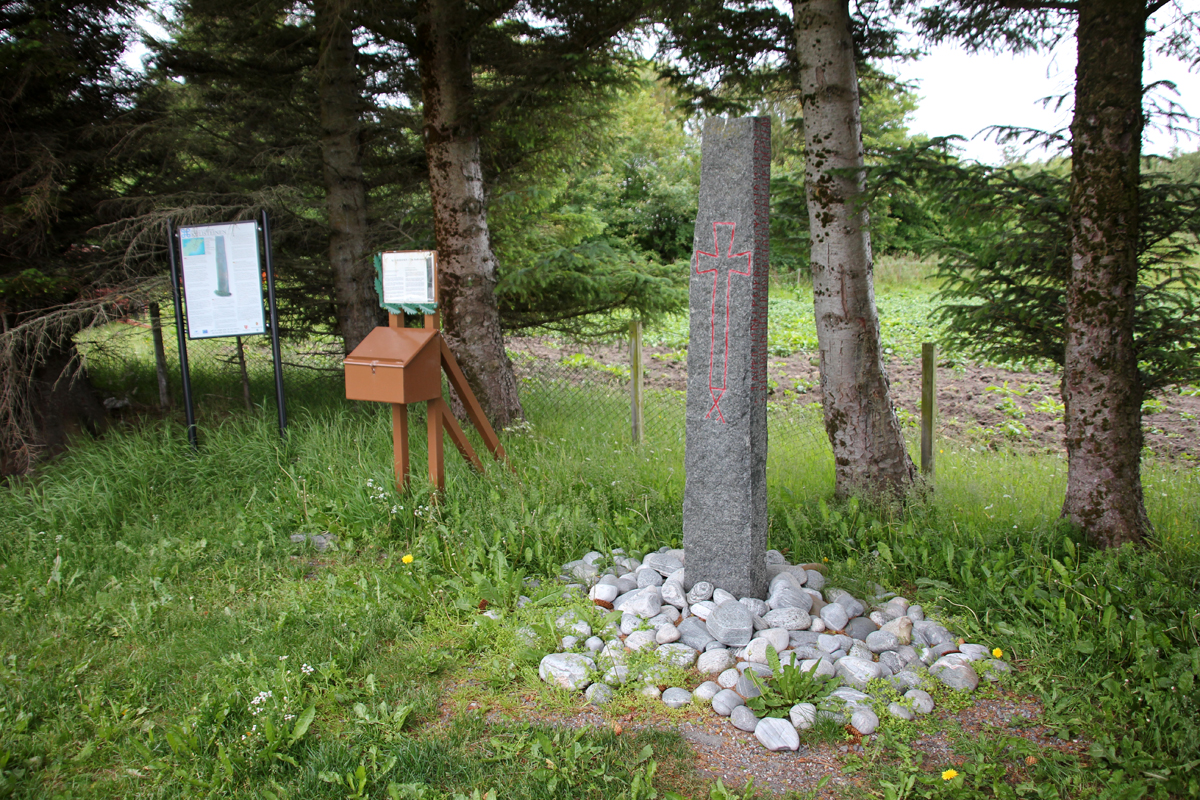
Kulistein

Es ist ungewiss auf welches Ereignis sich dieses Datum bezieht. Es kann sich wohl nur um die Missionierung von Olav I. Tryggvason (968–1000) handeln. Olav II. Haraldssons (995–1030) Bemühungen sind für die Sprache und Runenformen etwas spät, darüber hinaus sind genügend Ausdrücke unterschiedlich. Håkon des Guten (935–961) Christentum wurde sogar in seinen engsten Kreisen ignoriert, so dass das Gedicht Hákonarmál ihn nach Walhall einziehen lässt. Es gibt ernsthafte paläographische und philologisch/sprachliche Probleme mit der Interpretation. Die Inschrift ist aber die älteste historische norwegische Quelle, die das Christentum und den Namen des Landes erwähnt. Der Stein ist seit 1913 im Museum von Trondheim ausgestellt. Der Stein auf Kuli ist eine Kopie.

## Runeninschrift
Der Runentext auf altnorwegisch:

Þórir ok Hallvarðr reistu stein þenna ept Ulfljót(?) ... Tolf vetr hafði kristindómr verit í Nóregi ...